# دیزه‌راسوی کوچک
دیزه‌راسوی کوچک (نام علمی: Galictis cuja) نام یک گونه از سرده دیزه‌راسو است.